# Natural Force
«Natural Force» (укр. «Природна сила») — другий студійний альбом валлійської співачки Бонні Тайлер, випущений в травні 1978 року лейблом RCA Records. У Сполучених Штатах альбом називався «It's a Heartache». Як і у випадку з її дебютним попереднім альбомом, Ронні Скотт і Стів Вулф написали більшість треків альбому. Девід Маккей знову взяв участь у створенні альбому поряд зі Скоттом і Вулфом. Інші пісні включають кавер-версії американських артистів Стіві Вандера і Керол Кінг.
До «Natural Force» було випущено п'ять синглів. Другий сингл, «It's a Heartache», є одним із найбільш продаваних синглів всіх часів, із продажами понад 6 мільйонів екземплярів. Він став першим синглом Тайлер в Сполучених Штатах, де отримав золоту сертифікацію від Асоціації звукозаписної індустрії Америки (RIAA). Багато інших синглів «Natural Force» також добре зарекомендували себе в Європі.
Альбом мав величезний комерційний успіх. У Сполучених Штатах він досяг 2-ї позиції в чарті Top Country Albums і 16-ї позиції в Billboard 200. Альбом також мав успіх в Європі, але як і його попередник, він не потрапив до чартів Великої Британії.

## Передумови
Тайлер почала записувати пісні для «Natural Force» у 1977 році, що призвело до випуску синглу «Heaven» після її дебютного альбому «The World Starts Tonight» в лютому того ж року. «Natural Force» зберіг стиль свого попередника, з поп-рок піснями, складеними продюсерами і менеджерами Тайлер, Ронні Скоттом і Стівом Вулфом, з додаванням невеликої кількості кавер-версій. «Natural Force» став найбільш продаваним з її чотирьох альбомів, випущених лейблом RCA Records, з більш ніж 500 000 копій, проданих в Сполучених Штатах.

## Сингли
«Heaven» була випущена як сингл в липні 1977 року. Пісня була піддана критиці за «менший вплив», ніж попередні сингли Тайлер. Сингл став хітом тільки в Німеччині, де він досяг 24-ї позиції. Філ Хендрікс з лейблу Cherry Red Records припустив, що смерть Елвіса Преслі 16 серпня 1977 року, можливо, була одним з факторів відсутності успіху пісні, через відволікання рекламних можливостей лейблу RCA.
«It's A Heartache» став другим синглом «Natural Force» в листопаді 1977 року. Через хрипкий вокал Тайлер порівнювали з Родом Стюартом, критики розглядали пісню як переважаючу композицію «Lost in France». «It's A Heartache» мав комерційний успіх, було продано понад 6 мільйонів копій по всьому світу, він став одним з найбільш продаваних синглів всіх часів. Пісня стала першим хітом Тайлер в Сполучених Штатах, де вона досягла третьої позиції в Billboard Hot 100. Він також досяг четвертої позиції у Великій Британії і першої позиції в таких країнах, як Канада, Франція і Норвегія. 
«Here Am I» була випущена як третій сингл «Natural Force» 7 квітня 1978 року. Пісня не була настільки комерційно успішною, як «It's A Heartache», вона потрапила до чартів тільки в Німеччині та Норвегії. Лейбл Record Mirror заявив, що в пісні не вистачає «чарівного гачка “It's A Heartache”».
«Hey Love (it's a Feelin')» була випущена як четвертий сингл в червні 1978 року, який не потрапив до чартів у жодній країні світу.
«If I Sing You A Love Song» була випущена як п'ятий і останній сингл «Natural Force» в серпні 1978 року, який досяг лише 103-ї позиції в Billboard Hot 100.

## Трек-лист
| Стандартне видання | Стандартне видання                        | Стандартне видання                      | Стандартне видання |
| #                  | Назва                                     | Автор                                   | Тривалість         |
| ------------------ | ----------------------------------------- | --------------------------------------- | ------------------ |
| 1.                 | «It's a Heartache»                        | Ронні Скотт Стів Вулф                   | 3:28               |
| 2.                 | «Blame Me»                                | Ронні Скотт Стів Вулф                   | 4:02               |
| 3.                 | «Living for the City»                     | Стіві Вандер                            | 4:45               |
| 4.                 | «If I Sing You a Love Song»               | Ронні Скотт Стів Вулф                   | 4:45               |
| 5.                 | «Heaven»                                  | Ронні Скотт Стів Вулф                   | 3:04               |
| 6.                 | «Yesterday Dreams»                        | Браян Кедд                              | 4:08               |
| 7.                 | «Hey Love (It's A Feelin')»               | Ронні Скотт Стів Вулф                   | 3:55               |
| 8.                 | «(You Make Me Feel Like) A Natural Woman» | Джеррі Гоффін Керол Кінг Джеррі Векслер | 3:02               |
| 9.                 | «Here Am I»                               | Ронні Скотт Стів Вулф                   | 3:47               |
| 10.                | «Baby Goodnight»                          | Майк Герон                              | 4:15               |
| 38:18              |                                           |                                         |                    |

| Бонус-треки до перевидання 2009 року | Бонус-треки до перевидання 2009 року | Бонус-треки до перевидання 2009 року | Бонус-треки до перевидання 2009 року |
| #                                    | Назва                                | Автор                                | Тривалість                           |
| ------------------------------------ | ------------------------------------ | ------------------------------------ | ------------------------------------ |
| 11.                                  | «Don't Stop the Music»               | Ронні Скотт Стів Вулф                | 3:51                                 |
| 12.                                  | «It's About Time»                    | Ронні Скотт Стів Вулф                | 3:30                                 |

## Учасники запису
- Роджер Бара — клавішні
- Кевін Данн — бас
- Майк Гіббінс — ударні, перкусія
- Пітер Кінг — бек-вокал
- Девід Маккей — інженерінг
- Бонні Тайлер — вокал
- Рей Тафф Вілліамс — гітара, бек-вокал
- Тафф Вілліамс — акустична гітара, електрична гітара, бек-вокал
- Стів Вулф — акустична гітара, електрична гітара, бек-вокал

## Чарти
| Країна   | Чарт (1978)                    | Позиція |
| -------- | ------------------------------ | ------- |
| Австрія  | Kent Music Report              | 60      |
| Франція  | SNEP                           | 23      |
| Норвегія | VG-lista                       | 3       |
| Швеція   | Sverigetopplistan              | 2       |
| США      | Billboard 200                  | 16      |
| США      | Top Country Albums (Billboard) | 2       |

## Сертифікації
| Країна                                                 | Сертифікація | Продано |
| ------------------------------------------------------ | ------------ | ------- |
| Фінляндія (Musiikkituottajat)                          | Золото       | 25.000  |
| США (RIAA)                                             | Золото       | 500.000 |
| ^Дані про постачання, засновані тільки на сертифікації |              |         |